# Club Atlético Social y Deportivo Camioneros
El Club Atlético Social y Deportivo Camioneros, popularmente conocido simplemente como Camioneros, es un club de la localidad de 9 de Abril, en el partido de Esteban Echeverría, provincia de Buenos Aires.
Fue fundado el 26 de agosto de 2009 por Hugo Moyano (por entonces secretario general de la Confederación General del Trabajo de la República Argentina) y su hijo Pablo. La razón del nombre es que el club está conectado con el Sindicato de Choferes de Camiones. Su principal actividad es el fútbol masculino, en el que participa, como club invitado, de la Primera C.
En la temporada 2024 se dio la particularidad de que participó, con planteles diferentes, en tres torneos al mismo tiempo: la Liga Lujanense, el Torneo Promocional Amateur, la quinta y última categoría para los clubes directamente afiliados a la AFA, que sustituyó a la Primera D; y el Torneo Federal A, tercera categoría para los clubes indirectamente afiliados a la AFA.
En cuanto al rugby, es miembro de la URBA y en el 2017 empezó a competir en el torneo interempresario de dicha unión. Mientras que, en futsal, disputa desde 2020 la Primera División. También participa de competiciones de atletismo, automovilismo, ciclismo, boxeo y vóley.

## Historia

### Previo a la fundación del club
Durante el año 2004 y tras varios años de planeamiento, el Sindicato de Choferes de Camiones organizó un campeonato exclusivo para empresas afiliadas al mismo con la condición de que los integrantes de los equipos fueran trabajadores también socios; a disputarse en sus predios de Garín, Florencio Varela, General Rodríguez y Namuncurá. De ese torneo participaron veintiocho equipos, siendo un rotundo éxito. Por esta razón, se repitió en 2005, con ochenta anotados y la conformación de un seleccionado con los mejores jugadores. Luego, este seleccionado participado en el recién creado Torneo de Fútbol Intrasindical, consagrándose tercero ese año y segundo al siguiente.
Tras esto, le fue ofrecido disputar la Liga Lujanense de fútbol con el nombre de "Club Mutual de Trabajadores Camioneros 15 de diciembre" a partir de 2006. Bajo esta denominación, se consagró campeón en 2006 y 2008 y subcampeón en 2007, clasificando todos los años al Torneo Regional Federal Amateur .
Además, en 2006 le sería cedido un terreno de 14 hectáreas ubicado en la Ruta 4, destinado a ser predio del club.

### Fundación del club y primeras participaciones
Cumpliéndose sus objetivos futbolísticos, intentando ampliar la gama de deportes y aprovechar su predio, el 26 de agosto de 2009 se fundó el "Club Atlético, Social y Deportivo Camioneros". A partir de allí, continuó participando de la Liga Lujanense, pudiendo clasificar al Torneo Regional desde su edición de 2010.
A su vez, añadió diversos deportes como el atletismo (donde obtuvieron varios podios en diversas competiciones), automovilismo (cuyo corredor, Fabián Presa, participa de la Clase B de Fórmula 07), boxeo y vóley (participa de la Liga Femenina de Voleibol Argentino).
En 2013, tras ser campeón de la liga, el equipo logró clasificar por octava vez consecutiva al Torneo Regional, para el que se preparó con intenciones de ascender. Allí, quedaría emparejado en el Grupo 64 junto a SATSAID de Luján, El Frontón de San Andrés de Giles y Vélez Sársfield de Mercedes; el cual ganaría tras vencer en los seis encuentros y apenas recibir un tanto. De esta forma, pasaría a segunda ronda donde se cruzaría con Deportivo Villa Rosa, al cual eliminarían sin jugar tras no presentarse al primer encuentro. En la segunda eliminatoria también lograría pasar de ronda, esta vez en la cancha, frente a Belgrano de Zárate por 3-1 y 4-1. Ya en la tercera eliminatoria, volvería a ganar, por 2-0 y 2-1 frente a Mutual UTA de Luján y en las semifinales haría lo mismo ante General Rojo por 3-0 en definición de penales tras igualar 1-1 en el global. De esta forma, lograría la histórica clasificación a la final. Y, allí, resultaría victorioso ante Everton de La Plata por 1-1 y 2-1, siendo la definición en el Estadio Ciudad de La Plata, ascendiendo al Torneo Argentino B 2013/14.
Desde el ascenso al Torneo Federal B ha hecho buenas campañas en la temporada 2013-2014 quedó eliminado en semifinales, en 2015 en cuartos de final, en 2016 quedó eliminado en 1 fase y en el Torneo Federal B 2017 llega a cuartos de final contra Sportivo Baradero, segundo lugar del Grupo 7. En la ida empataron 0-0, pero en la vuelta en casa de Camioneros este ganó 3-1 y clasificó a semifinales en donde se vería las caras con Club Atlético Independiente (Chivilcoy) (su verdugo en el Federal B Complementario 2016) con el antecedente de la eliminación pasada era hora de saldar cuentas, al final, solo bastó con derrotarlo por pizarra de 1-2 como visitante para clasificar, pues en casa empató 0-0 y con ello clasificaría a la final, donde enfrentaría a Sportivo Peñarol de San Juan, de visita sacó un empate a 0. Ya en casa y con el apoyo de su gente "El Verde" aseguró su ascenso al Torneo Federal A tras despachar a su rival con tanteador de 2-0.
El día 7 de mayo de 2024 el club logró el ascenso a la Primera C al vencer como visitante por 1 a 0 al Deportivo Metalúrgico por la fecha 11 del Torneo Apertura del Torneo Promocional Amateur 2024.
El día 1 de noviembre de 2024 se consagra campeón del Torneo Promocional Amateur 2024 tras vencer por la Copa de Campeones a Estrella del Sur por 2 a 1.

## Palmarés
- Torneo Federal B (1): 2017.
- Torneo del Interior (1): 2013.
- Torneo Promocional Amateur (2): Apertura 2024
Copa de Campeones Promocional Amateur 2024.
- Liga Lujanense de fútbol (3): 2006,[15] 2008[15] y 2013.

## Datos del club
Temporadas en Tercera División: 6
- Torneo Federal A: 6 (2018/19-2022, 2024).

Temporadas en Cuarta División: 8
- Torneo Federal B: 6 (2013/14-2017).
- Torneo Regional Federal Amateur: 1 (2023-24).
- Primera C: 1 (2025).

Temporadas en Quinta División: 9
- Torneo del Interior: 8 (2006-2009[15] y 2010-2013).
- Torneo Promocional Amateur: 1 (2024).

## Futsal
Desde 2015 participa en los torneos de la AFA. Actualmente se encuentra en Primera División.

### Historia

#### Inicios
En 2015 afilió su equipo de futsal a la AFA e inició su participación en la Primera C. En 2017 consigue su primer título y asciende a la Primera B.

#### Ascenso a Primera División
En la temporada 2019 de la Primera B, Camioneros logró su mejor desempeño con 26 victorias y 4 empates en las 38 fechas. Sin embargo, en la última fecha, a pesar de haber ganado, terminó igualando en puntos con Gimnasia y Esgrima La Plata que había empatado con CiDeCo. El desempate se disputó el 4 de noviembre en Ferro, y Camioneros se impuso por 2 a 1 con tantos de Lucero y Coca, obteniendo el campeonato y el ascenso a Primera División.

#### El descenso
Tras el parón por la pandemia de COVID-19, inició la temporada 2020 quedando cuarto en la fase ordenamiento. Por los octavos de final, enfrentó a Banfield, donde venció en ambos partidos. En los cuartos de final, enfrentó al subcampeón Boca Juniors, donde cayó por 2 a 1.
En la temporada 2021 había logrado 3 victorias en los 4 partidos disputados en el torneo iniciado en marzo y era puntero pero, debido a la restricción sanitaria, el torneo fue suspendido. En el nuevo certamen, estuvo cerca de clasificar a la fase campeonato pero, a pesar de vencer en la última fecha, no le alcanzó y disputará la zona de descenso para permanecer en Primera.

#### Retorno a Primera y actualidad
En la temporada 2022 de la Primera B, realizó una buena campaña obteniendo el tercer lugar y clasificando a los playoff por el segundo ascenso, donde terminó eliminado en cuartos de final ante Jorge Newbery, al igualar 1 a 1 y luego caer por 4 a 3.
En la temporada 2023, alcanzó el cuarto lugar en el campeonato, clasificando una vez más a los playoff. Allí venció a Argentinos Juniors por los Cuartos de final, por 4 a 0 de visitante e igualando 1 a 1 de local. En las semifinales, se enfrentó a El Talar, venciendo por 4 a 3 en GB Sports y sellando la clasificación a la final venciendo por 5 a 4 en Alvear.
Final histórica
En la gran final se enfrentó a River, que por cuarta vez en su historia jugaba en el ascenso. El primer partido se jugó en Alvear, y Camioneros se impuso por 2 a 0 con goles de Acosta y Galván. El segundo partido se jugó en GB Sports, donde Vidal abrió el marcador para el millonario a los 3 minutos, pero a falta de 30 segundos para el cierre del primer tiempo lo empató Galván. En el segundo tiempo, Martínez Riveras volvió a poner en ventaja al local a falta de 90 segundos para el final, quedando a sólo 1 gol de llevarlo al alargue. Pero, a falta de 38 segundos, Bontempo puso el empate definitivo para Camioneros, consagrándose ganador del segundo ascenso.

### Palmarés
- Primera B: 1 (2019)
- Primera C: 1 (2017)

### Datos del club
- Temporadas en Primera División: 3 (2020, 2021 y 2024)
- Temporadas en Primera B: 4 (2018, 2019, 2022 y 2023)
- Temporadas en Primera C: 2 (2015 — 2017)